# Pristimantis caryophyllaceus
Pristimantis caryophyllaceus es una especie de anfibio anuro de la familia Craugastoridae.
Se distribuyen por Costa Rica y el oeste de Panamá.
Está amenazada por la pérdida de su hábitat natural.